# Amet Hogea
Amet Hogea (n. 7 mai 1949, comuna Negureni, jud. Constanța) este un fost deputat român în legislatura 1990-1992, ales în județul Constanța pe listele partidului Uniunea Minoritară etnică turcă din România (U.M.E.T.R.) Amet Hogea a fost membru în grupurile parlamentare de prietenie cu Republica Bulgaria și Republica Turcia. Membru în comisiile de industrie și drepturile omului.